# Protonebula egregia
Protonebula egregia là một loài bướm đêm trong họ Geometridae.